# Nakade Hikari
Nakade Hikari (中出 ひかり; Hepburn: Nakade Hikari) (Mie prefektúra, 1988. december 6. –) japán válogatott labdarúgó.

## Klub
Az Iga FC Kunoichi csapatában játszott.

## Nemzeti válogatott
A japán U20-as válogatott tagjaként részt vett a 2008-as U20-as világbajnokságon.
2013-ban debütált a japán válogatottban. A japán válogatottban 1 mérkőzést játszott.

## Statisztika
| Japán válogatott | Japán válogatott | Japán válogatott |
| Időszak          | Mérk.            | gól              |
| ---------------- | ---------------- | ---------------- |
| 2013             | 1                | 0                |
| Összesen         | 1                | 0                |